# Wilhelm Langheld

Wilhelm Langheld

Wilhelm Langheld (* 25. Mai 1867 in Berlin; † 9. Juli 1917 im Feldlazarett Kutczany, Galizien) war ein deutscher Offizier und Repräsentant der Kolonialverwaltung in Ostafrika und Kamerun.

## Militärische Laufbahn
Langheld trat 1885 als Fähnrich in das Feldartillerie-Regiment Nr. 12 ein, wurde 1886 Leutnant und schied 1889 zwecks Übertritts zur Wissmanntruppe in Deutsch-Ostafrika aus der preußischen Armee aus. Zum 1. April 1891 wurde er in der neu gegründeten Kaiserlichen Schutztruppe für Deutsch-Ostafrika angestellt. 1893 wurde er zum Premierleutnant, 1896 zum Hauptmann befördert und 1900 nach Kamerun versetzt, wo er seit 1905 als stellvertretender Kommandeur der Schutztruppe fungierte. 1901 wurde er überzähliger Major. 1908 erhielt er seinen Abschied mit der gesetzlichen Pension und der Erlaubnis zum Tragen der bisherigen Uniform. Nach dem Ausscheiden aus dem aktiven Dienst arbeitete Langheld zeitweilig für die AEG. Im Ersten Weltkrieg wurde er reaktiviert und tat zuletzt im Reserve-Infanterie-Regiment Nr. 133 Dienst.

## Deutsch-Ostafrika
Als Angehöriger der Wissmanntruppe und Offizier der Schutztruppe für Deutsch-Ostafrika nahm Langheld an der Übernahme des ostafrikanischen Küstengebietes und an der „Emin-Pascha-Expedition“ teil. Von Februar 1891 bis April 1892 war er Stationschef von Bukoba, 1894 bis November 1895 von Muansa, dann bis 1898 von Tabora und spätestens ab Mitte 1898 von Ujiji 1893 leitete er die 4. Expedition des „Antisklaverei-Komitees“ zum Victoriasee.

## Kamerun
Im April 1900 wurde er zur Kameruner Schutztruppe versetzt, war aber von Juni 1900 bis Januar 1901 zunächst zur Dienstleistung beim Oberkommando der Schutztruppen in Berlin kommandiert. Nach dem Eintreffen in Kamerun nahm er an einer Militärexpedition gegen die Ngolo in Westkamerun teil und dann an einer Dienstreise des Kommandeurs zur Inspizierung des Bulu-Gebietes im Süden des Landes. Während der Tschadseereise des Kommandeurs Curt Pavel übernahm er 1902 die Geschäfte des Kommandos der Schutztruppe in Duala. Von Oktober 1902 bis Februar 1903 hielt er sich aus gesundheitlichen Gründen in Deutschland auf. Im März 1903 traf er wieder in Kamerun ein, war zeitweilig Kompaniechef in Duala und wurde Anfang Juli 1903 zur Zivilverwaltung kommandiert und als kommissarischer Bezirksamtmann in Edea verwendet.
1904 wurde Langheld zum Residenten in Kusseri (Deutsche Tschadseeländer) ernannt. Nach dem Tod des Hauptmanns Gaston Thierry übernahm er vorübergehend auch die Geschäfte der Residentur Adamaua in Garua und war damit verantwortlich für ein Bezirksgebiet, das die heutigen Provinzen Nord, Extrême-Nord und Teile von Adamaoua umfasste. Nach einem Staatsstreich in Kalfu, bei dem der im Zuge der Besetzung des Landes durch die Schutztruppe inthronisierte Ardo Buuba getötet wurde, intervenierte Langheld zugunsten der deutschen Interessen und verbannte den früheren Ardo Hamman Lawan, der sich wieder an die Macht geputscht hatte, an die Küste. Im November 1904 führte er eine Bereisung des Mandara-Gebirges und Nordadamauas durch, die wertvolle Erkenntnisse über die Ethnographie und Landeskunde des Berglandes erbrachte. Ab April 1905 wurde er überwiegend im Stab in Soppo eingesetzt. Im Februar 1908 erfolgte seine endgültige Rückkehr nach Europa. 1909 überlieferte er einige Objekte aus Kamerun an das Völkerkundemuseum in Berlin.

## Familie
Zwei Brüder, Dr. Johannes (Hans) und der Offizier der Schutztruppe Fritz, nahmen 1893 ebenfalls an der 1893 von Wilhelm geführten Expedition des Antisklaverei-Komitees teil. Langheld heiratete am 1. September 1900, aus der Ehe ging ein Sohn hervor. Seine Frau folgt 1901 nach Kamerun, sie übernimmt die Leitung des Lazaretts in Edea. Im Juli 1904 fährt sie auf Urlaub nach Deutschland und stirbt in Berlin an Schwarzwasserfieber.

## Werke
- Zwanzig Jahre in deutschen Kolonien, Berlin 1909
- Die Helden Afrikas, Berlin 1912
  - Hans von Chamier-Glisczinski: Leben und Sterben um Afrika. Leipzig : Anton & Co., 1938. Ist die 2. neubearbeitete Auflage von Wilhelm Langheld: Helden in Afrika